# Ołeh Blinow
Ołeh Mychajłowycz Blinow, ukr. Олег Михайлович Блінов ros. Олег Михайлович Блинов, Oleg Michajłowicz Blinow (ur. 1 maja 1933 we wsi Borisoglebsk, w obwodzie leningradzkim, Rosyjska FSRR) – ukraiński piłkarz pochodzenia rosyjskiego, grający na pozycji bramkarza, trener piłkarski.

## Kariera piłkarska
Wychowanek klubu Trudowyje Riezierwy Leningrad. W 1953 rozpoczął karierę piłkarską w klubie Nauka Leningrad. Potem występował w klubach Zenit Leningrad i Buriewiestnik Leningrad. W 1958 przeszedł do Spartaka Chersoń. W 1960 przeniósł się do Sudnobudiwnyka Mikołajów. W 1962 został piłkarzem Awanharda Tarnopol, barwy którego bronił przez 5 lat. W 1967 przeszedł do Azowca Żdanow, w którym zakończył karierę piłkarza.

## Kariera trenerska
Po zakończeniu kariery piłkarskiej rozpoczął pracę szkoleniowca. Najpierw pomagał trenować Azoweć Żdanow. W 1975 stał na czele Łokomotywu Chersoń, którym kierował do listopada 1975.